# Dermea acerina
Dermea acerina är en svampart som först beskrevs av Peck, och fick sitt nu gällande namn av Rehm 1912. Dermea acerina ingår i släktet Dermea och familjen Dermateaceae.   Inga underarter finns listade i Catalogue of Life.